# Parc animalier de Pradinas
 (janvier 2010).
Si vous disposez d'ouvrages ou d'articles de référence ou si vous connaissez des sites web de qualité traitant du thème abordé ici, merci de compléter l'article en donnant les références utiles à sa vérifiabilité et en les liant à la section « Notes et références ».
Le parc animalier du Segala département de l'Aveyron et la région Occitanie en France est un parc boisé et vallonné familiale qui se consacre à la faune européenne.
Il a pour objectif de sensibiliser le public à la protection de l'environnement.

## Caractéristiques du parc
Des métiers traditionnels sont présentés comme la fauconnerie pour apprendre l'utilité des animaux sauvages ainsi que le lien que les hommes ont entretenu avec la faune sauvage.
Une mini ferme accueille les enfants en leur permettant de participer au nourrissage des animaux de la ferme le charme de la campagne aveyronnaise.
Les soigneurs animaliers partagent leur passion avec des visiteurs assoiffés de nature. Pour compléter ce tableau, un spécialiste animalier présente ses connaissances et témoigne de son expérience avec les animaux sauvages, ours et loupsLycaons , lynx, perroquet,coatis  
Nouveauté la vallée des singes magot du Segala

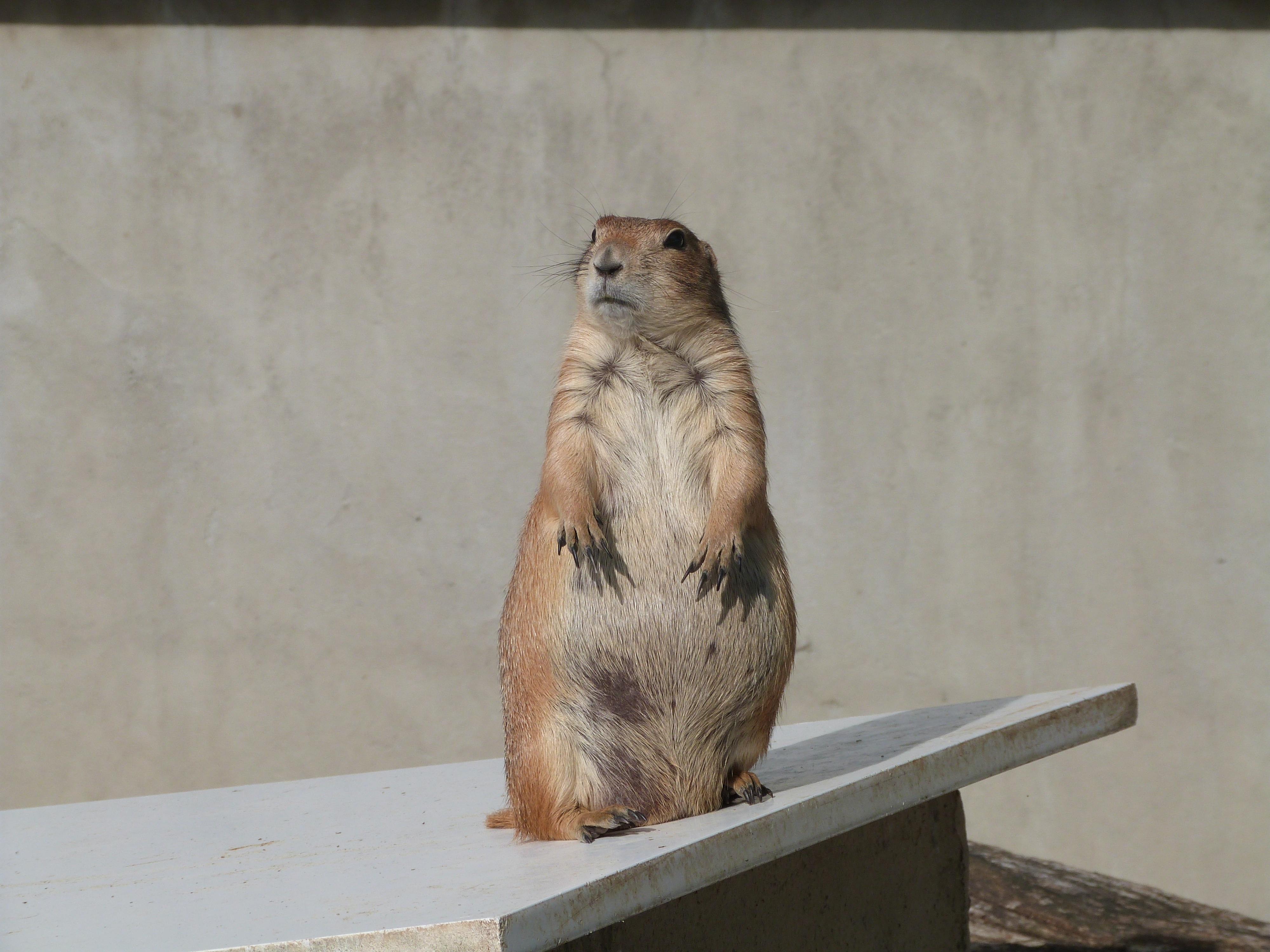
Marmotte
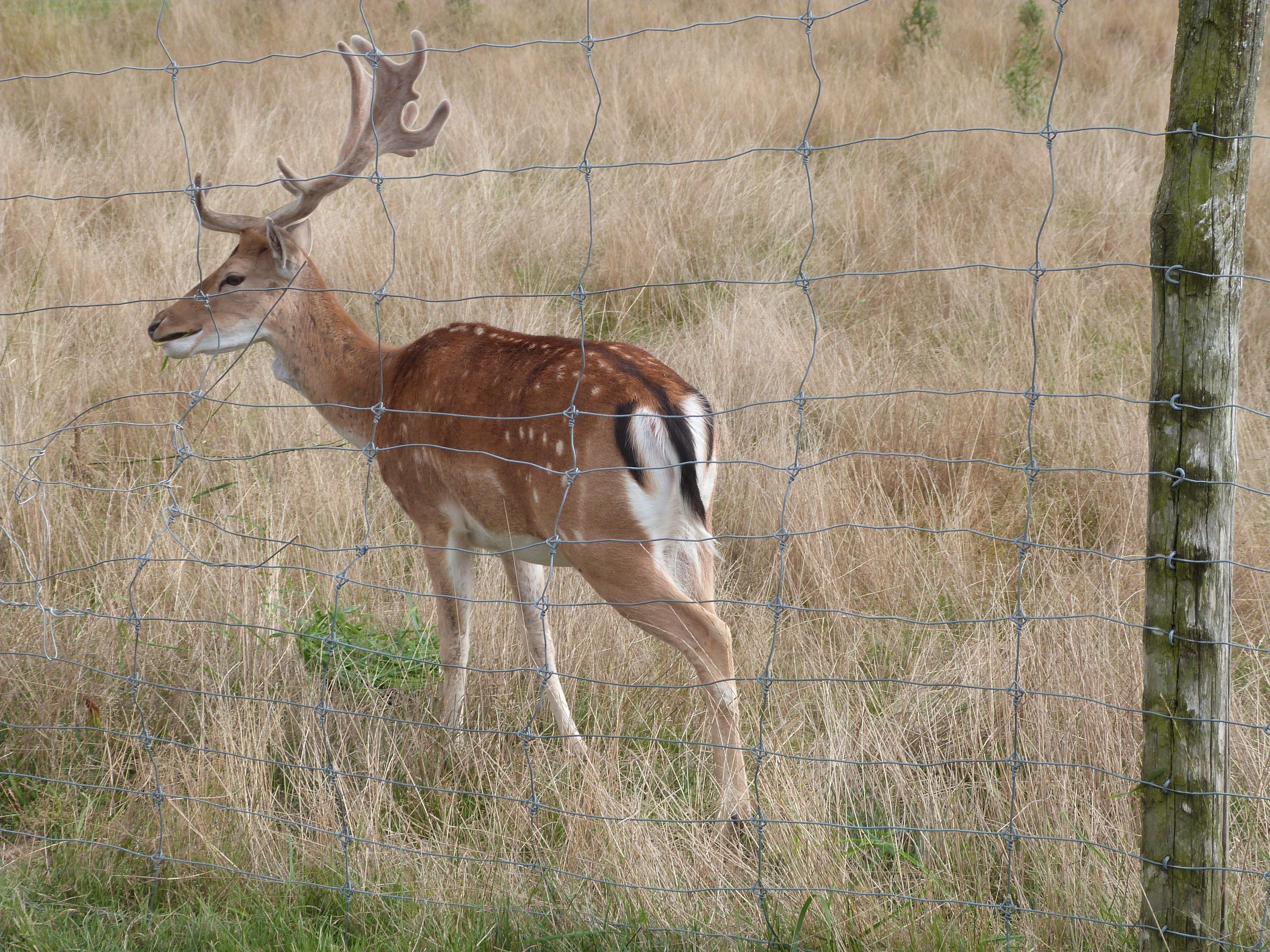
Daim